# Свиниште
Свиниште (мкд. Свиниште) је насеље у Северној Македонији, у јужном делу државе. Свиниште припада општини Битољ.

## Географија
Насеље Свиниште је смештено у јужном делу Северне Македоније. Од најближег већег града, Битоља, насеље је удаљено 22 km западно.
Свиниште се налази у области Ђаваткол, планинске области између Пелагоније и басена Преспанског језера. Насеље је смештено у оквиру Стрежевске клисуре, коју гради речица Шемница. Клисура је преграђена, па је ту образовано вештачко Стрежевско језеро. Западно од села издиже се планина Бигла. Надморска висина насеља је приближно 750 метара.
Клима у насељу је планинска због знатне надморске висине.

## Становништво
Свиниште је према последњем попису из 2021. године било без становника. Село је плански исељено приликом стварања вештачког Стрежевског језера током 1980-их година.
Претежно становништво били су етнички Македонци.
Већинска вероисповест било је православље.